# 皮塔 (马耳他)
皮塔是馬耳他的市镇，位于馬耳他島东北部。市镇面積为0.5平方公里，2014年人口数量为4,020人。